# Каюпов, Арыктай Каюпович
Арыктай Каюпович Каюпов (Кайыпов) (10.10.1914, село Каракудук, Павлодарский уезд — 25.12.1993, Алма-Ата) — доктор геолого-минералогических наук (1964), профессор (1968), академик АН Казахской ССР (1972), Заслуженный деятель науки Казахской ССР (1971). Является одним из разработчиков научного труда «Металлогенические карты Казахстана и Центральной Азии».

## Биография
Окончил Казахский горно-рудный и металлургический институт (1939) и его аспирантуру (1943).
Возглавлял отделение Чубартауской геологической партии Академии наук Казахской ССР в 1939 году. В 1943—1993 годах работал в Институте геологии АН Казахстана — младший, старший научный сотрудник, руководитель сектора, заместитель директора института (1964—1966), заведующий отделом.
Происходит из подрода каржас (каз. қаражас) рода суйиндык (каз. cүйіндік) племени аргын (каз. арғын).
Сын — Каюпов, Малик Арыктаевич.

## Научная деятельность
Основные научные труды касались Центрального Казахстана и Акмайского месторождения редких металлов. Каюпов обнаружил новые залежи Зыряновского месторождения, что дало возможность определить общий запас руд и послужило основанием для строительства Зыряновского свинцового комбината. Найдя новую сырьевую базу комбината, внёс большой вклад в его бесперебойную работу. Являлся одним из составителей металлогенической карты Казахстана и Центральной Азии.
Защитил по рудам Восточного Казахстана докторскую диссертацию. Под руководством Каюпова вышла в свет монография в 11 томах «Металлогения Казахстана» (1977—1983). Автор более 200 научных публикаций.

### Сочинения
- Геология Зыряновского полиметаллического месторождения. — А., 1956.
- Геология и металлогения Джунгарского Алатау. — А., 1965.
- Металлогения Казахстана. — А., 1981.

## Награды и звания
- Государственная премия СССР (1985);
- Орден Дружбы народов;
- Медали.

## Память
На здании Алматинского института геологических наук установлена мемориальная доска.